# Schermer
Schermer (West Frisian: Skirmare) là một đô thị ở Hà Lan, trong tỉnh Noord-Holland.  Đô thị Schermer gồm đất lấn biển Schermer và các khu vực lấn biển Oterleek, Mijzenpolder, và Eilandspolder.
trung tâm dân cư==
Đô thị Schermer bao gồm các thành phố, thị xã, làng và khu phố: Driehuizen, Grootschermer, Oterleek, Schermerhorn, Stompetoren, Zuidschermer. 

## Chính quyền địa phương
Hội đồng đô thị Schermer bao gồm eleven seats, được chia ra như sau:
- CDA - 3 ghế
- Gemeentebelangen - 3 ghế
- SGOL - 2 ghế
- VVD - 2 ghế
- PvdA - 1 ghế